# Riabininohadros
Riabininohadros is een geslacht van plantenetende ornithischische dinosauriërs, behorend tot de Euornithopoda, dat tijdens het late Krijt leefde in het gebied van het huidige Oekraïne. De enige benoemde soort is Riabininohadros weberae.

## Vondst en naamgeving
In 1934 vond G.F. Weber, op zoek naar fossiele zee-egels, bij Inkerman op de Krim op de berg Besj-Kosj, botten van een achterpoot van een euornithopode. Het was de eerste keer dat een dinosauriër op de Krim ontdekt was. De vondst werd in 1937 gemeld in de wetenschappelijke literatuur. In 1945 benoemde Anatoli Nikolajewitsj Rjabinin postuum — hij en Weber kwamen om tijdens het Beleg van Leningrad — de vondst als de soort Orthomerus weberi. De toewijzing aan het geslacht Orthomerus was voornamelijk gebaseerd op de geologische ouderdom en de herkomst uit Europa, met name de geografische nabijheid tot Orthomerus transsylvanicus uit Roemenië. In 1995 emendeerde Lev Nesov de soort tot Orthomerus weberae daar Weber een vrouw was. De soort werd meestal als een nomen dubium beschouwd en als Hadrosauridae incertae sedis.

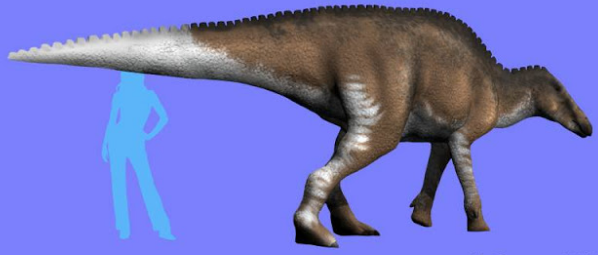
Riabininohadros gerestaureerd als hadrosauride; een meer basale vorm had vermoedelijk robuustere voorpoten en een gedrongener kop

In 2015 echter benoemde de Russische amateurpaleontoloog Roman Oelanski het aparte geslacht Riabininohadros, welk Rjabinins naam verbond met een verwijzing naar de Hadrosauridae, maar in een door hemzelf uitgegeven niet-gearchiveerde elektronische publicatie wat de naam ongeldig maakt. Desalniettemin gebruikten verschillende Russische onderzoekers de naam in publicaties, echter zonder expliciet aan te geven dat het om een genus nova zou gaan zodat deze nog steeds ongeldig bleef. In 2020 benoemden daarom Alexei Lopatin en Alexandr Awerianow, die de soort in 2018 gedetailleerd beschreven en tot de conclusie kwamen dat het een geldig taxon betrof, de soort Riabininohadros weberae in een speciaal artikel, ondanks dat ze dachten dat het juist niet om een hadrosauride ging.
Het holotype, Chernyshev Central Research Museum of Geology and Exploration, collectie numero 5751, ook wel weergegeven als ZGTM 5751, is gevonden in een mariene afzetting uit het Maastrichtien. Het bestaat voornamelijk uit delen van een linkerachterpoot: het dijbeen, het scheenbeen, het kuitbeen, het sprongbeen, het hielbeen, het tweede en derde middenvoetsbeen en het eerste kootje van de tweede teen. In 2018 bleek dat Rjabinin in 1945 de losse onderzijde van het dijbeen voor een sprongbeen had aangezien, het hielbeen voor een tweede tarsale en het echte sprongbeen voor een derde tarsale. Daarbij werd ook een stuk van de rechterachterpoot aangetroffen namelijk het bovenste uiteinde van het kuitbeen. Het specimen bevindt zich in het Borissiak Paleontologisch Instituut van de Russische Academie van wetenschappen (PIN) te Moskou.
Een euornithopode postcraniaal skelet van een jong dier, in 1965 bij het verlaten dorp Alesjino door student A.I. Troesjnikow op de Krim opgegraven, specimen PIN 5619/1, zou van een andere soort zijn en nu wel een hadrosauride. Problematisch hierbij is het ontbreken van overlappend materiaal: dit skelet omvat een reeks halswervels, losse ruggenwervels en ribben. In Moskou wordt overigens een skeletmodel tentoongesteld dat elementen van beide soorten combineert.

## Beschrijving
De achterpoot, met een dijbeen van ongeveer tachtig centimeter lengte, wijst volgens een schatting uit 2018 op een dier van zo'n zes à zessenhalve meter lengte.
Oelanski poogde onderscheidende kenmerken aan te geven maar faalde daarin. In 2020 lukte het een unieke combinatie van kenmerken te bepalen. Bij het dijbeen opent de voorste groeve tussen de onderste gewrichtsknobbels naar buiten. Op het ondervlak van de buitenste gewrichtsknobbel van het dijbeen is een grote uitholling aanwezig om plaats te bieden aan de voorste kruisband. De overkapping over de groeve tussen de onderste gewrichtsknobbels van het dijbeen ligt relatief voorwaarts. Bij het scheenbeen is de buitenste onderste beenstijl opvallend langer dan de binnenste beenstijl en recht naar beneden gericht. De voorste opgaande tak van het sprongbeen ligt dicht bij de buitenrand. De opgaande tak van het sprongbeen heeft geen uitholling bovenaan de voorkant. De achterste opgaande tak van het sprongbeen ontbreekt. Het hielbeen heeft een druppelvormig facet voor het contact met het kuitbeen, met de punt naar achteren gericht. Bij het derde middenvoetsbeen heeft het bovenvlak een diepe inkeping aan de achterste binnenrand, doorlopend over het bovenste derde deel van de schacht. Het eerste kootje van de tweede teen heeft geen scharniergewricht met het tweede kootje maar wel een kam op de achterkant. De meeste van deze kenmerken zijn uniek voor de Iguanodontia. Een uitzondering zijn wellicht de uitholling op het dijbeen en de het druppelvormige facet van hielbeen want die eigenschappen kunnen bij veel vormen niet gecontroleerd worden. De kam op het teenkootje is typisch voor basale hadrosauroïden.

## Fylogenie
De oorspronkelijke determinering als een lid van de Hadrosauridae paste goed bij de geologische leeftijd. In 2020 echter kwam men tot de conclusie dat de basale vorm van het sprongbeen erop wijst dat Riabininohadros zelfs geen lid van de Hadrosauroidea  was maar vermoedelijk basaal in de Ankylopollexia stond als basaal lid van de Styracosterna. Dit oordeel werd echter niet ondersteund door een exacte cladistische analyse.
In 2018 werd gemeend dat de Krim tijdens het late Krijt afwisselend onder en boven de zeespiegel lag en met tussenpozen gekoloniseerd werd vanuit andere gebieden, zonder dat er tijd was voor dwergvorming.